# インベンション
インベンション（英語・仏語：invention インヴェンションとも）は、器楽曲の1ジャンルであり、通常は「ビチニア」の流れを汲む、2声体の鍵盤楽曲のことを言う。同様の3声体の鍵盤楽曲は「シンフォニア」という。イタリアやドイツのバロック音楽のジャンルであり、イタリア語でインヴェンツィオーネ（invenzione）、ドイツ語でインヴェンツィオーン（Invention）という。

## バッハ作品
最も有名な作品は、バッハの『インベンションとシンフォニア』の前半部分である。バッハのインベンションは演奏会で弾かれることは少なく、ピアノの学習者の教材に利用されることが多い。しかしながら、これらの芸術性を認めた多数のチェンバロおよびピアノ演奏家が様々なアプローチで録音を残している。バッハ以外では、アルバン・ベルクの歌劇『ヴォツェック』の中のインベンションが有名。

### 名称の由来
インベンションという名称は、フランチェスコ・アントニオ・ボンポルティ（1672年 - 1749年）が作曲した、通奏低音を伴う多声的な『ヴァイオリンのためのインヴェンツィオーネ Invenzione a violino solo』作品10に遡ると言われる。インベンションとは「創意・工夫」のことを指し、その後もヴィヴァルディの協奏曲集作品8には、『和声と創意の試み』という名称がつけられている。このようにインベンションとは、バッハが『インベンションとシンフォニア』への序文の中でも触れたように、原義を離れて、探究・発見されるべき曲想、といったほどの意味で使われている。

### 教育用の教材
バッハは『インベンションとシンフォニア』を、息子ヴィルヘルム・フリーデマンの音楽学習のために作曲した。この作品についてバッハは、鍵盤楽器の初学者や愛好家が、多声をきれいに弾き分けられ、旋律を歌わせることができるようになることと、作曲の前段階として、優れた曲想とその展開の仕方を覚えられるようになることを目指して、これらの作品を作曲したと述べている。

### 楽曲の特徴
インベンションは、模倣様式が採用された器楽曲で、短い呈示部と長めの展開部から成り、一部の曲では短い再現部によって閉じられる。バッハのインベンションでは呈示部に転調を含み、長調作品では属調に、短調作品では平行調に進み、時おり転調してから新しい要素を含むことから、そこにソナタ形式の萌芽を見る意見もある。